# NGC 7339
NGC 7339 (другие обозначения — PGC 69364, UGC 12122, MCG 4-53-9, ZWG 474.13, KCPG 570B) — спиральная галактика в созвездии Пегас.
Этот объект входит в число перечисленных в оригинальной редакции «Нового общего каталога».
В галактике вспыхнула сверхновая SN 1989L типа II. Её пиковая видимая звёздная величина составила 16.